# Antrostomus salvini
Noitibó-de-colar-pardo ou bacurau-de-nuca-acanelada (Antrostomus salvini) é uma espécie de ave da família Caprimulgidae. É nativa do México.